# Hitomi Tanaka
Hitomi Tanaka (18 de julho de 1986) é uma AV Idol de filmes pornôs nascida no Japão. É conhecida por seus seios enormes.
Iniciou a carreira no cinema adulto em 2008 com o filme Hitomi para Adultos - AV Shock debut. Na segunda metade de 2008 ocupou o 6° lugar de vendas. Em 2008 e 2009 fez diversos filmes para a companhia Soft On Demand e Arashi-Supergirl. E em 2010 para a Hokuto, Oppai and Moodyz. Em 2011 começou a aparecer na empresa americana Scoreland. Hitomi é conhecida por ser mulher de um importante jogador de futebol japonês.